# Kusha-shū
Die Kusha-shū (jap. 倶舎宗) war eine Schule des japanischen Buddhismus während der Nara-Zeit.

## Geschichte
Die Kusha-shū wurde von Chitatsu bzw. Chidatsu (智達) und Chitsū (智通), zwei Schülern von Xuanzang bzw. Schülern von dessen Schülern um 660, im Jahr 665 in Japan als Pendant der chinesischen Jushe zong (chinesisch 倶舍宗, Pinyin Jùshè zōng, W.-G. Chü-she tsung) eingeführt. Die genaue Linie der Weitergabe der Lehren ist historisch unklar, oft genannte Namen im Zusammenhang damit sind jedoch: Dōshō (638–700; 道昭), Jōe (644–714; 定慧) und Gembō (?–746; 玄昉).
Obwohl die Kusha-shū zu den traditionellen sechs Schulen von Nara gezählt wird, war sie nie eine eigene Institution. Ihre Lehren wurden größtenteils als vorbereitend für das Verständnis der bereits zuvor etablierten Hossō-shū rezipiert. Im Jahr 793 wurde die Kusha-shū zu einem festen Bestandteil der Hossō-shū und erfuhr seitdem nur noch akademische Rezeption.

## Schriften
Grundtext der Kusha-shū ist das (Abidatsuma) Kusha-ron (阿毘達磨倶舎論; dt. etwa "Schatzkammer der Dogmatik"), eine zwischen 651 und 654 von Xuanzang angefertigte Übersetzung des Abhidharma-kośa(bhāsyam) des Vasubandhu. Es handelt sich hierbei um eine hochgradig systematische und sehr ausführliche Wiedergabe der Abhidharma-Literatur mit besonderem Augenmerk auf die jeweiligen Standpunkte der Sarvāstivāda und der Sautrāntika, wobei es der Sarvāstivāda zwar am meisten Raum widmet, sich aber argumentativ zumeist auf die Seite der Sautrāntika stellt.

## Lehre
Die Thematik des Kusha-ron ist wegen der Menge an Lehren, die weit bis in die ersten Jahrhunderte vor der christlichen Zeitrechnung zurückreichen, besonders umfangreich und umfasst unter anderem mythologische Kosmologie, Regeln der Meditation und Vorschriften die buddhistischen Mönchsgemeinden betreffend. Bis Ende des 18. Jahrhunderts blieb es das Standard-Glossar für buddhistische Termini und Konzepte.
Die philosophisch bedeutendsten Konzepte im Kusha-ron betreffen die Grundlagen der Existenz, die Analyse von insgesamt 75 Daseinsfaktoren in fünf Kategorien (vier bedingte (rūpa, citta, citta samprayukta saṃskāra und citta viprayukta saṃskāra) und eine unbedingte (asaṃskṛta dharma)), die Analyse von Kausalität in sechs Arten direkter und vier Arten indirekter Verursachung, die ewige Existenz der Daseinsfaktoren in den drei Welten (Vergangenheit, Gegenwart und Zukunft) und die Darlegung einer atomistischen Theorie zur Vervollständigung von Lücken in der Dharma-Kategorien-Systematik im Bereich der Materie.